# Nami
 (janvier 2021).
- Si vous ne connaissez pas le sujet, laissez ce bandeau (vous pouvez alors contacter les auteurs).
- Si vous supprimez le contenu mis en cause (vous pouvez préalablement contacter les auteurs),

argumentez précisément cette suppression dans la page de discussion
(un manque de référence n'est pas un argument ; une recherche réelle de référence doit avoir été effectuée, être formellement documentée).
Nami (ナミ) est un personnage de fiction appartenant à la franchise médiatique japonaise One Piece créée par Eiichiro Oda. Ex-membre de l'équipage Pirates d'Arlong elle fait partie de l'équipage de Luffy dans lequel elle tient le rôle de navigatrice et de cartographe.
Au début du récit le personnage de Nami a 18 ans. Elle est pickpocket. Navigatrice, elle peut sentir instinctivement les changements météorologiques. Sur le bateau, hormis le choix de la direction confié à Luffy, elle commande et indique les manœuvres à faire. Après l'arc Water Seven/Enies Lobby, la tête de Nami est mise à prix à 16 millions de Berrys. Elle est surnommée « La voleuse » sur son avis de recherche (« Le chaton chapardeur » dans la version japonaise). Elle possède comme armes le baton climatique et le sorcery climat tact qui est plus puissante. Son charme lui permet d'amadouer Sanji, qu'elle mène à la baguette. Elle est la trésorière de l'équipage ; elle gère les finances de façon très égoïste, accordant des sommes dérisoires aux autres membres en demandant des intérêts exorbitants. La moindre évocation du mot Berry (la monnaie de la série One Piece) la rend capable de tout.
Nami est retrouvée sur l'île d'Oykot ( Tokyo à l'envers ) et est recueillie par Belmer, une marine, sur un champ de bataille. Belmer l'adopte avec Nojiko, une autre orpheline trouvée en même temps qu'elle. Ces trois personnes sans lien de parenté forment tout de même une famille très unie.
Un jour, le pirate Arlong s'empare du village de Kokoyashi où vit Belmer et exige un lourd tribut à chaque habitant. Belmer paie le tribut de Nami et de Nojiko, mais elle ne possède pas l'argent nécessaire à sa survie et se sacrifie pour ses filles. À la suite de la mort de Belmer, Nami est enlevée par Arlong, qui a remarqué ses aptitudes de cartographe. Ils passent un accord qui stipule qu'il s'engage à rendre sa liberté à Nami ainsi qu'à son village, en échange d'une somme de 100 millions de Berrys que doit lui apporter Nami. Certaines scènes montrent la vie de Nami enfant qui est souvent maltraitée ou enfermée dans une salle à dessiner des cartes. Mais elle est finalement libérée de ce service et rejoint définitivement l'équipage de Luffy

## Création et conception
Nami fait sa première apparition dans « Nami » (ナミ登場, Nami Tōjō), publié au magazine japonais Weekly Shōnen Jump du 22 septembre 1997. Le personnage se base sur deux personnages qu'a auparavant créés Eiichiro Oda, nommés Silk et Ann, deux personnages extraits de son manga Romance Dawn. Dans ce manga, Silk et Ann étaient orphelines et avaient un lourd passé. Oda créa Nami sous la forme d'une humaine. Au départ, Oda voulait faire utiliser une hache à Nami, mais l'auteur a préféré remplacer cette arme par une autre.

## Biographie

### Enfance au côté de Belmer
Nami est une orpheline ayant survécu à la guerre du royaume Oykot. Elle est recueillie, elle et Nojiko auprès de Belmer qui décide de les adopter.
Belmer vit désormais avec ses filles dans son bosquet de mandarines dans le village de Kokoyashi sur les îles Konomi. Les trois deviennent alors aussi proches qu'une vraie famille. Alors que Belmer avait très peu de revenus, elle a tout donné à ses filles et a survécu en mangeant les mandarines qu'elle avait cultivées. Belmer enguirlande Nami lorsque celle-ci vole, peu de temps après, Nami explique qu'elle étudiait la navigation. Belmer encourage alors le rêve de Nami de cartographier le monde. Un jour, Nami a reçu l'une des robes de Nojiko par Belmer, et Nami a réclamée vouloir ses propres vêtements. Cela a entraîné une dispute entre elle et Nojiko, Nami a déclarée dans ses paroles, qu'elle et Nojiko n'étaient pas sœurs de sang ; ce qui a amené Belmer à gifler Nami, qui s'est enfuie en disant qu'elle souhaitait être adoptée par des riches. Une fois chez Genzo, celui-ci explique tous les périples et le vécu de Belmer. De retour à la maison, Belmer prépare le repas préféré de Nami, même si cela était au-dessus de son budget, car celle-ci ne subvenait aux besoins de sa famille que grâce à la vente de ses mandarines.

### Enfance au côté d'Arlong et décès de Belmer
Le village de Kokoyashi bascula, le jour où Arlong, capitaine et pirate ayant la prime la plus élevée dans l'Est Bleu, arriva dans le village et imposa sa dictature, à savoir imposer une taxe de 100 000 berrys sur chaque adulte et 50 000 berrys par enfant afin de pouvoir survivre. Étant donné que Belmer ne pouvait pas payer les frais de subsistance mensuels de toute sa famille, elle préféra assumer et élever ses deux filles plutôt que de mentir et faire semblant de ne pas en avoir. Arlong montra d'une manière cruelle aux habitants de la ville ce qui leur arriverait, s'ils se rebellaient ou ne payaient pas les frais, Belmer a ensuite été brutalement assassinée par Arlong devant Nami et Nojiko.
Après avoir été remarquée pour la qualité de ses cartes étonnamment précises pour son jeune âge (8 ans), Nami a été enlevée et forcée de devenir la cartographe d'Arlong.
Cependant, Arlong a conclu un accord avec Nami : « si elle lui apportait 100 000 000 berrys, il libérerait son village ». Nami a alors passé huit ans à créer des cartes pour Arlong et à voler des trésors aux pirates afin de racheter son village, croyant qu'une fois qu'elle aurait libéré le village, elle pourrait poursuivre son rêve et trouver le bonheur.

### La rencontre avec Luffy
Alors qu'elle travaille pour Arlong, elle réussit à voler une carte de Grand Line à certains hommes du pirate Baggy le Clown, elle rencontre Luffy, atterrissant sur les lieux par hasard. Elle s'allie temporairement à lui pour vaincre Baggy, puis feint de rejoindre l'équipage de Luffy. Elle les aide ensuite à vaincre Kuro, récupérant des richesses supplémentaires au passage. Elle leur fait ensuite faux bond lors de la bataille contre Don Krieg, et fuit avec le bateau vers Arlong Park. Il ne lui faut alors plus que 7 millions de Berrys pour pouvoir racheter son village, mais Arlong rompt sa promesse en demandant à des marines corrompus de s'emparer du trésor de Nami. Luffy et son équipage poursuivent Nami jusqu'à Arlong Park. Bien qu'elle soit dans le camp ennemi, Luffy s'obstine à faire d'elle sa navigatrice. Luffy affronte Arlong et sa bande, pour la venger. Arlong est finalement vaincu et le village de Kokoyashi, libéré. Nami décide alors de rejoindre l'équipage de Chapeau de paille afin d'accomplir son rêve, cartographier le monde entier.

### Deux ans plus tard
Après deux ans, Nami revient sur l'archipel Sabaody, où elle rencontre Usopp dans un bar, puis plus tard Chopper. Avant leur départ sur l'Île des Hommes-Poissons Nami a expliqué comment le navire allait naviguer sous l'eau, Nami et l'équipage ont été émerveillés par le paysage sous-marin. Nami a expliqué le vaisseau revêtu, par la suite Franky expliquait comment leur navire avait été gardé en sécurité pendant deux ans par Kuma.